# 印度裔斐济人
印度裔斐济人是指印度裔斐济公民，他們的祖先来自印度各地以及印度次大陸。 1879年至1916年间，許多南亚人來到斐济殖民地務工，當時他們的身份是契约劳工，而且主要在斐济的甘蔗种植园中工作。1956年至1980年代末，印度裔斐济人一度占斐济人口的大多数，1999年5月19日，马亨德拉·乔杜里成为斐济第一位印度裔斐济总理。不過由于歧视和随之而来的人才外流，截至2007年，斐济总人口为827,900，而印度裔斐济人的数量为313,798 人，只佔斐濟全國的37.6％。

## 外部鏈接
- The Continuing Exodus of Fiji Indians
- Chronology for East Indians in Fiji
- Why inject Peace Corps teachers into the ethnic arguments roiling Fiji? （页面存档备份，存于） New York Times, 29 July 1988
- Article from Frommers （页面存档备份，存于）
- The CIA World Fact Book – Fiji （页面存档备份，存于）
- Girmit History (on Fiji Girmit.org) 的存檔，存档日期17 October 2006.
- Tamils in Fiji （页面存档备份，存于）
- "Fiji Islands: From Immigration to Emigration" （页面存档备份，存于）, Brij Lal, April